# قانون البرازيل الرئاسي
قانون البرازيل الرئاسى هي معاهدة دولية تم توقيعها من قبل رئيس الإكوادور آنذاك (چاميل ماهواد) ورئيس دولة بيرو (ألبرتو فوچيموري) والتي حداً لأطول نزاع إقليمي الذي يحدث في نصف الكرة الغربي.
بعد حرب الواحدة والأربعين، كُلاً من البلاد مع تدخل الولايات المتحدة الأمريكية، الأرجنتين، شيلي والبرازيل تم توقيع المعاهدة في ريو دي جانيرو والذي بموجبه يتم استقرار خط الحدود بين البيرو والإكوادور، وفي أثناء عملية وضع المعالم الرئيسية، اختلفت البلدان بسبب خطأ جغرافي في كورديليرا ديل كوندو قرروا الاستعانة بالحكم البرازيلي براز دياس دي أغيار، والتي استمرت الأعمال بها.
ومع ذلك، ونتيجة للمعرفة المحدودة عن المنطقة، فقد أُستخدمت مصطلحات غامضة مثل «الماء الطليق» و «نهر الوليد اكس» وعادت التناقضات إلى الظهور، وفي عام 1948، عندما اختفى ترسيم الحدود على بعُد 78 كيلو متراً فقط، علقت الإكوادور وضع المعالم وفي 1960 تعلن أن البروتوكول غير قابل للتنفيذ ولاغٍ.
في خلال القرن العشرين قامت دولتا البيرو والإكوادور بخوض عدة صراعات مسلحة في (1858-1941-1995)، وكان هذا جزء من النزاع الإقليمي الإكوادوري- بيرو، وكانت أخر هذه الصراعات حرب كينبا في عام 1995.
بعد نهاية الصراع، بدأت المفاوضات، وكان ممثلوها هم فرناندو دي ترازيجنيز عن دولة البيرو، وإدجار تيران عن الإكوادور، وبعد عام ونصف من المحادثات المكثفة، وبعد تصريح من الخبراء الدوليين على خط الحدود بين البلدين، وبموافقة المؤتمرات المعنية، لتوافق على تقديم خلافاتهم إلى القرار الضامن لبروتوكول ريو في يناير 1942، ثم التصديق على صحة الوثيقة المذكورة وجائزة التحكيم من دياس دي أغيار، وقائع تكميلية أخرى.
جاء بعد اتفاق السلام ترسيم الحدود رسمياً يوم 13مايو 1999 ونهاية متعددة الجنسيات (بعثة المراقبين العسكريين للإكوادور والبيرو بنشر القوات في 17 يونيو 1999.